# San Martino della Battaglia (vino)
Il San Martino della Battaglia è un vino DOC la cui produzione è consentita nelle province di Brescia e Verona.

## Caratteristiche organolettiche
- colore: giallo citrino tendente al dorato con l'affinamento
- odore: evoluto, intenso, caratteristico.
- sapore: fresco, secco o rotondo, con retrogusto leggero di mandorla

## Storia
La zona del Garda ove si coltiva il friulano (ex tocai) è stata un'antica enclave della serenissima in terra lombarda a disposizione per esperimenti di viticoltura. Pertanto, storicamente si è imposto l'utilizzo di questo vitigno in una zona assai ristretta ma che ha conservato questa peculiarità nei secoli. La piccola zona è circondata infatti dalla coltivazione dell'autoctona turbiana, l'uva con la quale si produce il Lugana.
Dal 2013, a causa del divieto a utilizzare il precedente nome Tocai per designare il vitigno con cui è composto il vino, il San Martino della Battaglia ha ripreso l'antico nome dialettale Tuchì per individuare il vitigno.
Oltre alla versione secca, si produce anche una rarissima versione fortificata ovvero il San Martino della Battaglia liquoroso DOC.

## Abbinamenti consigliati
Minestra in brodo, pesce fritto di lago, frittata, vitello tonnato.

## Produzione
Provincia, stagione, volume in ettolitri
- Brescia  (1990/91)  4390,0
- Brescia  (1991/92)  3198,0
- Brescia  (1992/93)  4462,0
- Brescia  (1993/94)  3180,0
- Brescia  (1994/95)  3150,51
- Brescia  (1995/96)  2432,82
- Brescia  (1996/97)  3069,5